# Anton Reiser
Anton Reiser ist ein Bildungsroman von Karl Philipp Moritz, dessen erste drei Teile in den Jahren 1785 bis 1786 in Berlin erschienen. Der vierte und letzte Teil erschien 1790 ebenda.

## Inhalt
Im Mittelpunkt dieses psychologischen Romans steht die Entwicklung eines Jugendlichen aus einer armen Familie, der sich bemüht, die kleinbürgerliche, von der Lehre der französischen Mystikerin Madame Guyon geprägte Welt des Vaters zu überwinden. Die Handlung mit leicht dechiffrierbaren autobiographischen Zügen Moritz' spielt überwiegend in Pyrmont, Braunschweig, Hannover und Erfurt. Der Zeitrahmen entspricht den unruhigen Ausbildungs- und Orientierungsjahren des Autors vor seiner festen Anstellung als Lehrer und der Karriere als Professor.
Antons streitbare Eltern können in der Enge ihres religiösen Sektierertums seine intellektuelle Begabung und künstlerischen Ambitionen nicht erkennen, sie regeln sein Leben durch ihn einengende Vorschriften und versuchen ihm die ihren Erziehungsvorstellungen widersprechende Romanlektüre (griechische Sagen, Robinsonaden usw.) zu verbieten. Nach kurzem Besuch der Lateinschule geben sie Anton aus finanziellen Gründen bei einem Hutmacher in die Lehre. Die harten Arbeitsbedingungen überfordern die Kräfte des kränklichen Jungen, der die körperliche Arbeit in seinem übersteigerten Selbstwertgefühl auch als Demütigung ansieht. Nach einem Selbstmordversuch wird er vom Meister zu den Eltern zurückgeschickt. Seine die nächsten Lebensjahre bestimmenden Erlebnisse sind die ihn in eine Phantasiewelt entführenden Predigten eines Pastors, von denen er mit Hilfe seiner großen Merkfähigkeit Nachschriften anfertigt und die er den Brüdern vorspielt.
Nach dem Abbruch der Lehre gibt Antons Vater den aus der Art geschlagenen Sohn in eine einem Lehrerausbildungsinstitut angeschlossene Freischule. Dort wird seine Begabung, Mitschriften anzufertigen und vorzutragen, entdeckt. Einem seiner Lehrer gesteht er seinen Wunsch zu studieren und dieser setzt sich bei seinen Vorgesetzten für ihn ein, das Gymnasium als Stipendiat zu besuchen. Hier setzt sich jedoch – im Hauptteil des Romans – die Leidensgeschichte in sich mehrmals wiederholenden Aufstiegs- und Abstiegskurven fort. Das Leben als Stipendiat wird von Reiser durch den ständigen Vergleich mit den Söhnen aus wohlhabenden Häusern, denen er begabungsmäßig überlegen ist und die ihn nicht als gesellschaftlich gleichwertig ansehen und ihn von ihren Veranstaltungen ausschließen, als ebenso erniedrigend erlebt wie zuvor das Leben im Elternhaus und während seiner Lehre. Er fühlt sich von den Vermietern seiner Schlafstelle nur geduldet und die Möglichkeit, jeden Tag bei einer anderen Familie einen Freitisch zu erhalten, empfindet er als Demütigung. Andererseits ist er von dem selbstgefälligen Wunsch nach erfolgreicher Präsentation vor einem Publikum besessen und sucht diesen mit Gedichten und im Theaterspiel zu realisieren. Höhepunkt seines Lebensgefühls ist der Vortrag eines Geburtstagsgedichts für die Königin von England vor ihrem Bruder, dem Prinzen, und den Honoratioren der Stadt. Durch solche Aktionen steigt sein Ansehen, aber zugleich lebt er in seiner Phantasiewelt, verliert immer mehr den Realitätssinn, vernachlässigt seine Ausbildung und seine Privatstunden, mit denen er seine Bücherkäufe bezahlt, und verschuldet sich.
Von seinem Mitschüler Iffland bestärkt, verlässt er schließlich die Schule und sucht um ein Engagement in der Theatertruppe Eckhofs in Gotha nach. Als diese Pläne scheitern, eröffnet sich ihm die Möglichkeit eines Studiums in Erfurt, doch auch diese Chance nutzt er nicht, diesmal um sich einer Gruppe von Schauspielern in Leipzig anzuschließen. Auch dieser Versuch bleibt erfolglos, da sich die Truppe auflöst, nachdem der Direktor die Theaterkostüme gestohlen hat.

## Einordnung
Karl Philipp Moritz inszeniert ein Spannungsfeld zwischen der beengenden Herkunft des Protagonisten und seinem Bestreben, um Erfolg und Anerkennung zu kämpfen. So will der Autor in der Tradition des Entwicklungsromans die Entwicklung eines Jugendlichen beschreiben – zwischen Ehrgeiz, sozialer Not und moralischem Verfall auf der einen Seite und sozialen Klischees und individuellen Hoffnungen auf der anderen. Probleme und Misserfolge werden hier nicht als Ergebnis der Herkunft dargestellt, sondern vielmehr als Folge der Fehlentscheidungen Anton Reisers und der Borniertheit und des Eigennutzes seiner Erzieher und Lehrherren. In diesem Sinne fungiert dieser Entwicklungsroman über einen begabten jungen Menschen erstens als Zerrbild überkommener pädagogischer Konzepte, zweitens aber auch als Beispiel überzogener Empfindsamkeit eines Zöglings, die sich vor allem in dessen Neigung zur Hypochondrie und der Überempfindlichkeit gegenüber seiner Umwelt zeigt. Das Theater wird für Reiser zur Bühne der Selbstdarstellung, aber auch zum Schauplatz einer Empfindsamkeit, die von Moritz in der Tradition von Johann Wolfgang von Goethes Die Leiden des jungen Werthers beschrieben wird. Die psychologischen Anteile des Romans werden genretypisch nach dem Vorbild pietistischer Selbsterforschung gestaltet, die in einer Verdammnis der eigenen Person endet und einen Vorläufer in Edward Youngs The Complaint, or Night Thoughts von 1742 bis 1744 (dt. 1751 u. 1844) hat. Auch Jean-Jacques Rousseaus Les Confessions von 1765 bis 1770 sind Vorbild in ihrer spezifischen Ausprägung der Empfindsamkeit, der Selbstbetrachtung und -erforschung, aber auch in der angeblich autobiographischen Inszenierung der Thematik.

## Ausgaben
- Karl Philipp Moritz: Anton Reiser. 4 Bände. Berlin, 1785–1790 (Erstausgabe).
  - Bd. 1. Berlin, 1785 (Digitalisat und Volltext im Deutschen Textarchiv).
  - Bd. 2. Berlin, 1786 (Digitalisat und Volltext im Deutschen Textarchiv).
  - Bd. 3. Berlin, 1786 (Digitalisat und Volltext im Deutschen Textarchiv).
  - Bd. 4. Berlin, 1790 (Digitalisat und Volltext im Deutschen Textarchiv).
- Anton Reiser. Ein psychologischer Roman. Auf der Textgrundlage von Wolfgang Martens, hrsg. von Alexander Košenina. Reclam, Ditzingen 2022, ISBN 978-3-15-014223-3.
- Anton Reiser. Ein psychologischer Roman. Mit den Abbildungen der Ausgabe von 1785. Auf der Textgrundlage der Ausgabe von 1785–90. Mit einem Nachwort von Max von Brück. Insel, Frankfurt a. M. 1979, ISBN 3-458-32133-0.
- Anton Reiser. Ein psychologischer Roman. Insel, Frankfurt a. M. 1998, ISBN 3-458-33929-9.
- Anton Reiser. Ein psychologischer Roman. Mit den Titelkupfern der Erstausgabe. C.H. Beck, München 1997, ISBN 3-406-38513-3.
  - (weitere Ausgaben siehe Dt. Nationalbibliothek, OPAC)

## Hörbuch
- ungekürzt vorgelesen von Hans Jochim Schmidt, Vorleser Schmidt Hörbuchverlag, Länge: 1020 Min, Format: 4 MP3-CDs oder Download, ISBN 978-3-941324-60-2.
- vorgelesen von Peter Lieck, Grosser & Stein Verlag, Länge: 846 Min, Format: 11 CDs oder 1 MP3-CD, ISBN 978-3-86735-246-8, und im Audio-Verlag, Berlin 2016, 2 mp3-CDs, ISBN 978-3-86231-870-4.
- gekürzt vorgelesen von Martin Wuttke, Hoffmann und Campe Verlag, Länge: 397 Min, Format: 6 CDs oder Download, ISBN 978-3-455-30470-1.

## Adaptationen
- Seinen bürgerlichen Namen Ralph Christian Möbius änderte der Sänger Rio Reiser in Anlehnung an die Titelfigur von Karl Philipp Moritz.
- Reise!Reiser!, Projekt von Sébastien Jacobi, Schauspiel Frankfurt, Frankfurt am Main. UA: 7. Oktober 2011[1]